# Мохаммед бін Заєд (стадіон)
Мохаммед бін Заєд (араб. ستاد محمد بن زايد) — мультиспортивний стадіон, розташований у Абу-Дабі, ОАЕ. Нині вміщує 42 056 глядачів, використовується в основному для проведення матчів з футболу та крикету, є домашнім стадіоном футбольного клубу «Аль-Джазіра». Названий в честь принца емірату Абу-Дабі Мухаммада ібн Заєа аль-Нахаяна.

## Історія
Разом зі стадіоном Шейха Заєда приймав клубні світові футбольні чемпіонати в 2009 і 2010 роках. Також був однією з арен на молодіжного чемпіонату світу з футболу 2003 року.
Пізніше стадіон приймав Кубок Азії 2019 року, на стадіоні пройшли сім матчів, включно з одним з півфіналів.